# 米德爾頓 (新罕布什爾州)
米德爾頓（英語：Middleton）是一個位於美國新罕布什爾州斯特拉佛縣的鎮。

## 人口
根據2020年美國人口普查的數據，米德爾頓的面積為47.90平方千米，當中陸地面積為46.80平方千米，而水域面積為1.10平方千米。當地共有人口1823人，而人口密度為每平方千米38人。